# Macrocosmo e microcosmo
Macrocosmo e microcosmo, in ambito ermetico ed esoterico, designano due entità di cui l'una è riproduzione in scala dell'altra, e che per via della loro somiglianza formano un insieme indivisibile, un'unità dove le parti (il microcosmo) sono in rapporto al tutto (il macrocosmo).

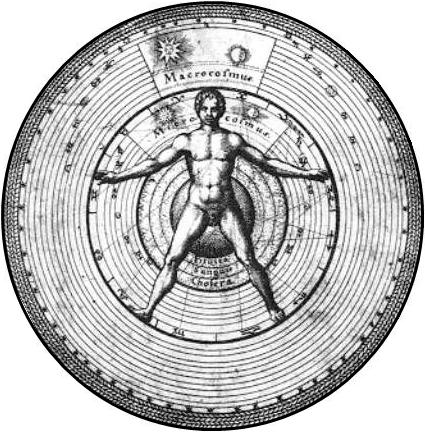
Macrocosmo e microcosmo nel sistema valentiniano di Achamoth, rappresentati come un insieme di cerchi concentrici l'uno dentro l'altro, diversi per grandezza ma uguali nell'aspetto

L'utilizzo di questi due termini serve a chiarificare, sul piano filosofico, il tipo di relazione intercorrente tra l'Uno e i molti, che non è di semplice alterità o diversità, cioè di differenza quantitativa, ma di sostanziale identità, vigendo un'analogia qualitativa tra il macrocosmo, contenente in sé ogni parte, e il microcosmo, che a sua volta contiene in piccolo il tutto.
In tal modo il sapiente, il filosofo, o lo scienziato, possono basarsi su un modello esplicativo unitario del sapere, valido a tutti i livelli: la filosofia ermetica, ad esempio, poteva fare dell'uomo il microcosmo, mentre l'universo definiva il macrocosmo.

## Sapienza occidentale
L'identità tra microcosmo e macrocosmo è stata sostenuta sin dall'antichità, e attraversando i secoli ha rappresentato la base teorica di numerose scienze sapienziali, come l'astrologia, la magia, la psicologia, la medicina. Nelle scuole misteriche e iniziatiche valeva il detto: 

### Filosofia antica
Presso la filosofia greca il mondo era concepito come un ente animato, analogo all'uomo e composto, come tale, da anima e corpo: questa visione del cosmo si rifletteva in quella politica, che identificava l'ordine naturale dell'universo con le leggi della città. L'uomo greco era inserito così in un'armonia esistente fra la polis e i suoi abitanti, assimilata a quella vigente in natura fra il tutto e le sue singole parti.
Anche sul piano filosofico, era ferma convinzione della scuola pitagorica che esistesse un legame identitario tra macrocosmo e microcosmo, da ricercare attraverso le scienze dei numeri, della matematica e della geometria: i numeri stessi, in quanto elementi in grado di unificare l'universo, creavano quelle corrispondenze tra le manifestazioni molteplici dell'essere.
Platone nel Timeo elaborò una sorta di fisiologia simbolica del corpo umano, collegando analogicamente i suoi vari organi ai componenti fondamentali dell'universo: terra, aria, acqua, fuoco. Il collegamento operato da Platone si basava soprattutto sulla forma delle parti anatomiche: in particolare il cranio, per via della sua sfericità, è il più omogeneo al divino, essendo il cerchio la figura più perfetta, espressione di intelligenza e capacità di elevarsi alla conoscenza. Nel Timeo il cosmo è descritto come un grande animale, permeato da un'Anima del mondo, e contenente dentro di sé altri animali, che a loro volta ne contengono altri e così via: un concezione che nella medicina platonica sarà equiparata all'immagine di tanti cerchi concentrici l'uno dentro l'altro, diversi sul piano quantitativo ma identici su quello qualitativo.
Successivamente Aristotele, pur discostandosi dall'animismo platonico, avrebbe effettivamente pensato i vari corpi celesti, quali il Sole, la Luna e i pianeti, come situati entro diversi cerchi concentrici.

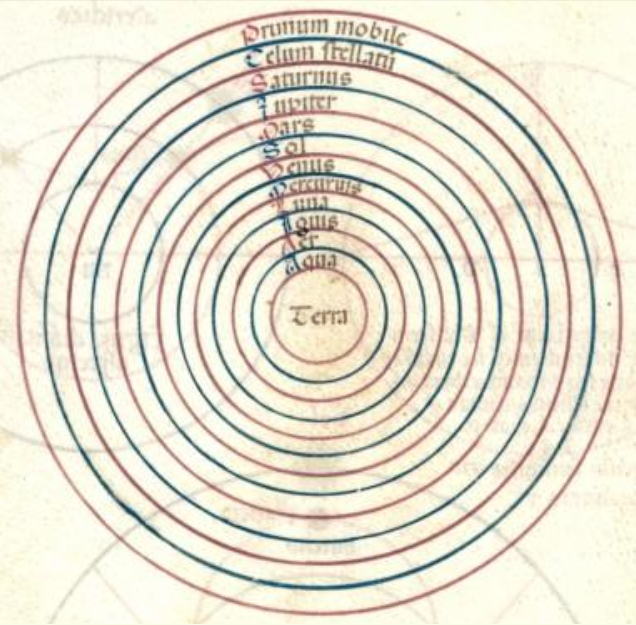
L'universo concentrico secondo il modello aristotelico-tolemaico

All'inizio dell'età ellenistica fu nuovamente lo stoicismo a concepire l'universo come un unico grande organismo, regolato da intime connessioni fra le sue parti o συν-παθεία (syn-pathèia), cioè da un comune sentimento di compassione che unifica la sfera soprannaturale con quella umana, e in virtù della quale qualsiasi evento, anche minimo, si ripercuote su ogni altro. L'uomo vi occupa un posto privilegiato, in quanto partecipe attivo del Logos, che anima l'universo ed è presenza immanente del divino nelle vicende del mondo, il quale è perciò un tutto omogeneo, nel quale non ci sono zone vuote. Contro l'epicureismo che spiegava la realtà sulla base di mere leggi meccaniche, gli stoici affermano la fluidità e penetrabilità dei corpi, i quali si condizionano a vicenda:
(Cleante, Inno a Zeus)
La stretta relazione tra macrocosmo e microcosmo era nota del resto anche nell'antica Roma, dove lo studio della corrispondenza tra la volta celeste e gli elementi viventi e non viventi della terra consentiva agli auguri e agli aruspici di trarre auspici in grado di predire il destino, servendosi di pratiche come l'ornitomanzia o la lettura del fegato e delle viscere degli animali: se vi osservavano segni particolari o altre anomalie, li riferivano ad un corrispondente settore del cielo per capire quale divinità avesse inviato quel segno, di cui avrebbero interpretato il significato.
Le diverse concezioni della filosofia antica vennero infine riprese e rielaborate da Plotino, che recuperò ad esempio dallo stoicismo la consapevolezza dell'interdipendenza tra tutte le parti dell'universo:
(Plotino, Enneadi, IV, 4, 45)

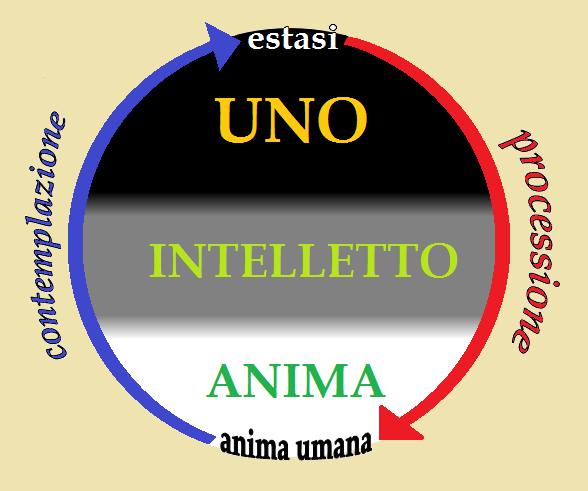
Il circolo nella filosofia di Plotino: dalla processione all'anima umana, e dalla contemplazione all'estasi.

Plotino riprese inoltre la nozione di Anima del mondo dal Timeo platonico, affermando che «questo universo è un animale unico che contiene in sé tutti gli animali, avendo una sola Anima in tutte le sue parti». Plotino si fa portatore di una visione circolare, in base alla quale l'Anima universale, nata dall'emanazione delle precedenti ipostasi (Uno e Intelletto), emana l'anima individuale umana che ha la possibilità del ritorno. Si tratta di un ciclo che dalla processione risale alla contemplazione; dalla necessità alla libertà: sono due poli complementari, i due aspetti di una realtà sola.
I molti sono un riflesso dell'Uno, «poiché ognuno di essi contiene tutto in sé, e al tempo stesso vede tutto in ogni altro, cosicché ovunque è tutto, e ogni cosa è tutto». La corrispondenza tra macrocosmo e microcosmo è data dal fatto che il mondo non è stato creato volontariamente da un Dio esterno ad esso in vista di un fine, bensì «esiste necessariamente e non deriva da un atto di riflessione, ma da un essere superiore che genera per natura un essere simile a sé stesso». L'Uno, pertanto, da un lato è immanente al mondo, dall'altro però è trascendente. Solo all'uomo è data infatti la possibilità dell'estasi, in quanto unico essere libero capace di ritrovare dentro di sé la stessa struttura gerarchica di cui è intessuta la realtà metafisica.

### Ermetismo

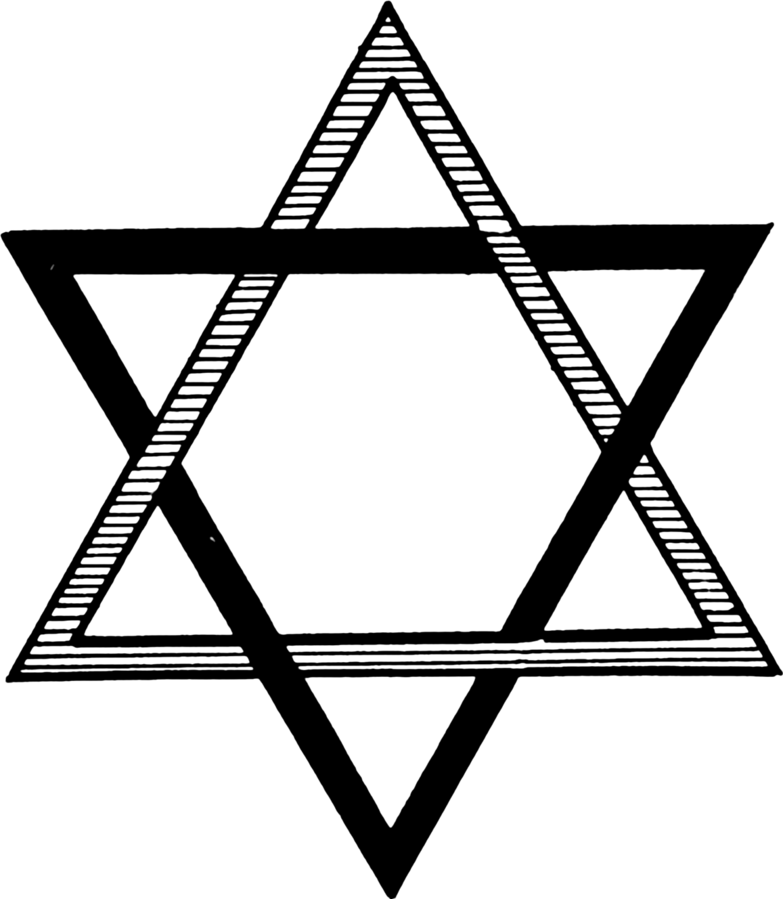
Il simbolo ermetico del macrocosmo riflesso nel microcosmo, che come l'ipostasi plotiniana dell'Anima è strutturata in due parti: una rivolta verso l'alto, l'altra verso la materia in basso.

Il neoplatonismo di Plotino, da questo punto in poi, si fonderà sempre più con le correnti di pensiero del misticismo ermetico, che notevole rilevanza avevano assunto nell'età ellenistica a partire dal II secolo d.C.: per l'ermetismo il rapporto che legava macrocosmo e microcosmo era un rapporto di analogia, e difatti il principio di analogia è il fondamento principale della sua visione della struttura del reale.

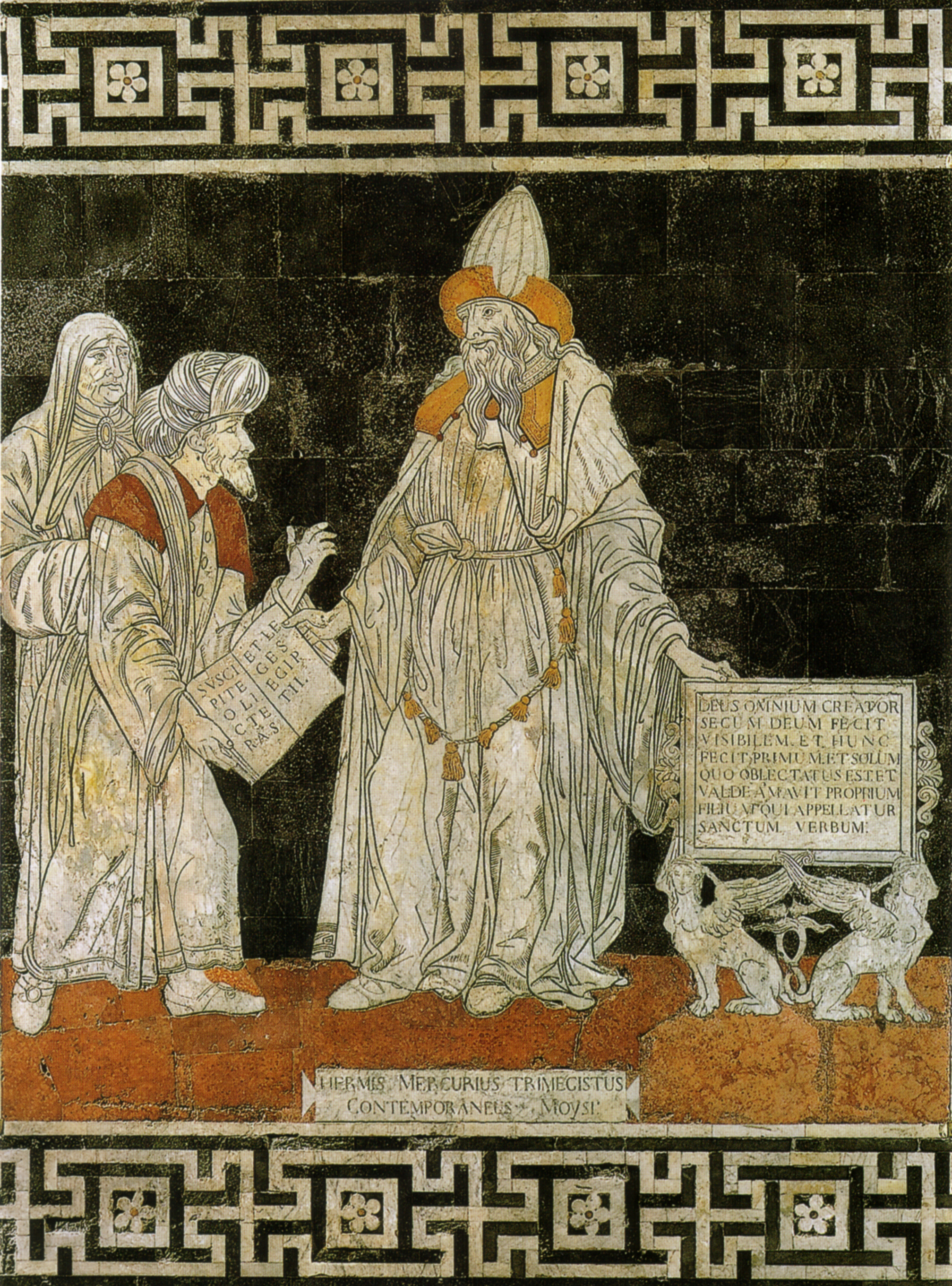
Ermete Trismegisto nel Duomo di Siena

Nel tentativo di pervenire ad una visione unitaria dell'universo intero, ivi incluso l'essere umano, in grado di rendere ragione della molteplicità caotica apparentemente priva di ordine, l'ermetismo perviene alla spiegazione, detta di analogia o equivalenza, che lo stesso leggendario caposcuola, Ermete Trismegisto, avrebbe descritto in questi termini in un testo a lui attribuito, "La tavola di Smeraldo":
(Ermete Trismegisto, Tavola di Smeraldo)
Il principio di analogia, che non è proprio un'eguaglianza vera e propria ma semmai è paragonabile a un "come se", ha due caratteristiche fondanti. Esso infatti è simultaneamente:
1. Trascendenza (in quanto rimanda ad altro fuori di sé).
2. Immanenza (in quanto ci coinvolge in prima persona in quanto ciò che è altro è in analogia con ciò che ci costituisce internamente e viceversa).

Questa stessa ispirazione ermetica sarebbe entrata a far parte di nuove correnti religiose, gnostiche ed esoteriche, che si rifacevano ad una rilettura eterodossa della tradizione di pensiero ebraico-cristiana, e che identificava Gesù con il maestro delle Scritture, o «rabbi Jeschua di Nazareth». Ad esempio il Vangelo di Tommaso, detto «Didimo», è attribuito ad un autorevole esponente della primitiva comunità cristiana di Siria, che viene ritenuta impegnata in una seria e profonda ricerca spirituale a partire dall'insegnamento del maestro. Didimo significa gemello, doppio, e sarebbe stato considerato infatti fratello gemello del rabbi stesso. In questo testo si legge:
(Vangelo di Tomaso, loghia di Gesù n°22)

### Cristianesimo

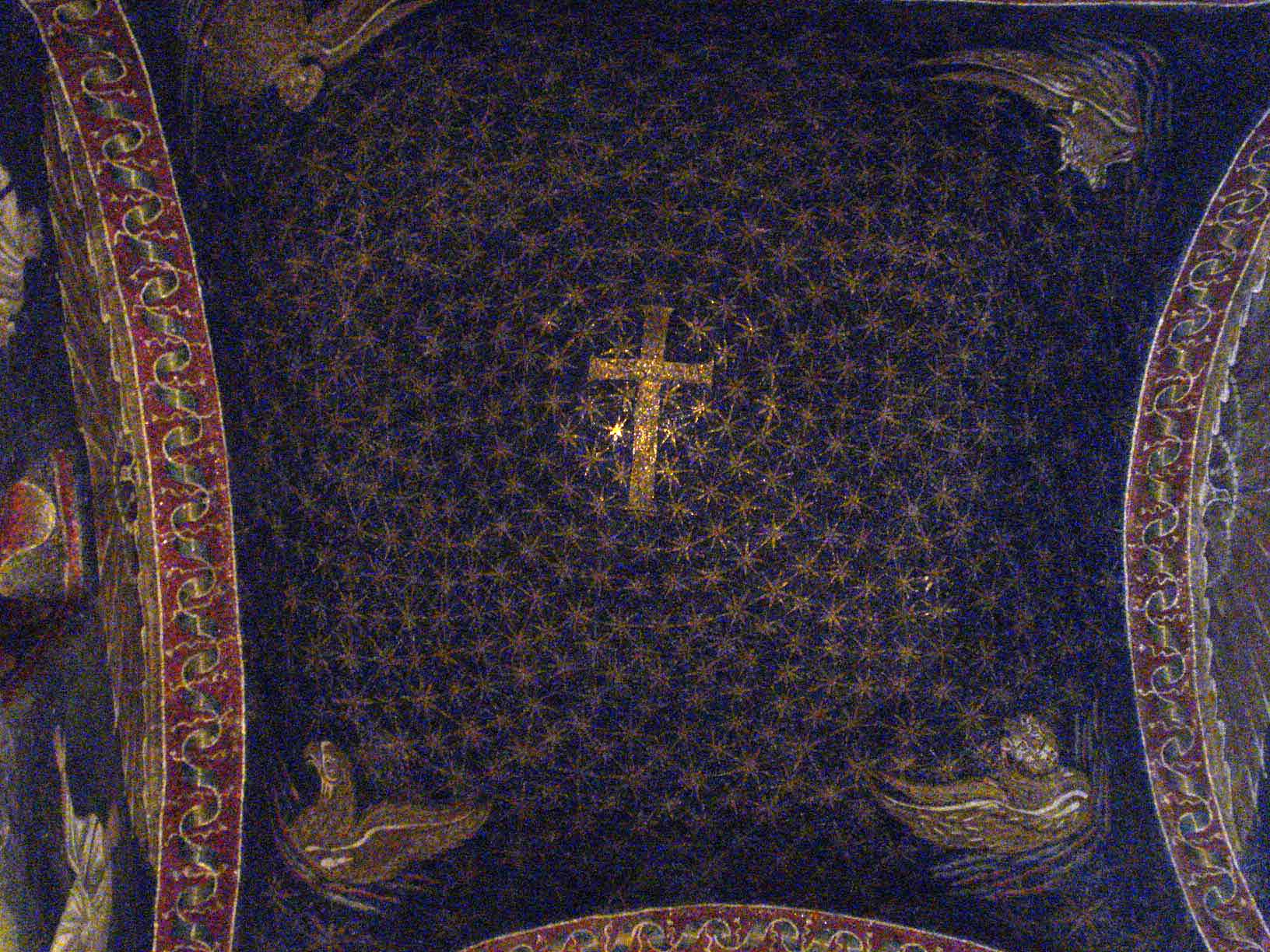
Cupola del Mausoleo di Galla Placidia, dove la croce, circondata da un insieme concentrico di stelle, assume una funzione accentratrice e riassuntiva del cosmo

Tali correnti furono accolte solo in parte all'interno del cristianesimo, che descriveva l'uomo a immagine e somiglianza di Dio, cioè del Creatore, ma escludeva per ciò stesso una commistione con gli elementi del creato, come affermato ad esempio da Gregorio di Nissa. Ciò non vuol dire tuttavia che si negassero delle forme di analogia per cercare di spiegare la realtà immanente collegandola con quella trascendente. Lo stesso san Paolo enunciava una correlazione fra cosmogenesi e ontogenesi, cioè tra evoluzione del mondo ed evoluzione dell'uomo: 
Sarà poi soprattutto Agostino d'Ippona, recuperando gran parte della tradizione platonica e neoplatonica, a sostenere l'idea d'una progressiva gradualità fra i beni inferiori ed il Bene Assoluto, una "commensurabilità" tra la perfezione divina e l'imperfezione.
Più tardi anche Tommaso d'Aquino si farà portatore di una visione cosmologica incentrata sul principio di analogia: la creazione è per lui strutturata gerarchicamente, in un perenne passaggio dalla potenza all'atto, secondo una scala ascendente che va dalle piante agli animali, e da questi agli uomini, fino agli angeli e a Dio, che in quanto motore immobile dell'universo è responsabile di tutti i processi naturali. Creando continuamente il mondo dal pieno di Sé, in un processo tuttora ininterrotto, ne risulta che la realtà è una Sua emanazione, fatta come dice la Genesi a Sua «immagine e somiglianza»; gli enti sono una copia di Dio, pur non coincidendo con Dio stesso che appunto non risiede nelle realtà naturali, perché ciò significherebbe panteismo, che Tommaso rifugge. A differenza degli esiti a cui giungerà la scolastica più tarda, esiste dunque un'analogia tra il piano immanente e quello trascendente, intesa da Tommaso in senso prevalentemente qualitativo, a differenza dei rapporti logico-matematici intercorrenti su un piano orizzontale, cioè tra enti di pari natura, dove prevale un'analogia di tipo quantitativo.
Nel XII secolo, il neoplatonico Bernardo Silvestre, legato alla Scuola di Chartres, compose il poema Megacosmus et Microcosmus. Al suo interno trovano menzione figure della mitologia pagana come la dea Urania e il creatore Pantomorfo, in sostituzione del Demiurgo del Timeo.

### Rinascimento

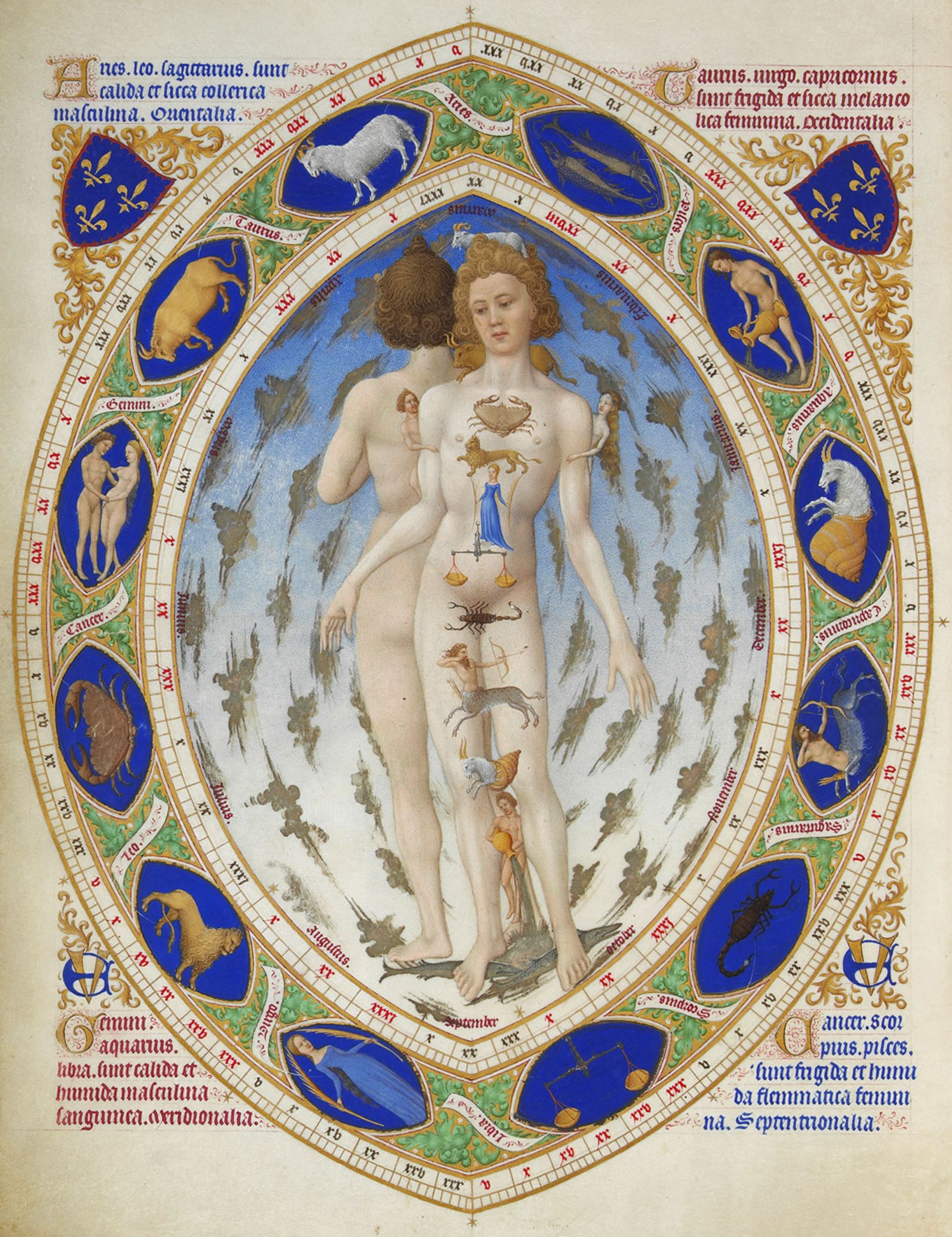
Corrispondenza tra le parti anatomiche dell'uomo (microcosmo) e i segni zodiacali (macrocosmo)

Nel Rinascimento, soprattutto all'interno di certi ambienti alchemico-cristiani dell'Europa, in cui si assiste al rifiorire di correnti neoplatoniche ed ermetiche, riprese vigore una visione esoterica dell'essere umano, concepito come un microcosmo in cui si riflette il macrocosmo, cioè come un insieme di parti che concorrono a formare un tutto organico, ognuna delle quali veniva associata ad esempio ad un particolare pianeta, o un particolare metallo. La corrispondenza qualitativa tra grande e piccolo, dove l'uno veniva assurto a simbolo del secondo, fu alla base in particolare dell'astrologia, la quale richiedeva la capacità di percepire, riconoscere ed interpretare l'analogia nascosta in quei simboli, e quindi di porre in relazione i pianeti, i segni e le case, con personaggi, animali, metalli, colori, individuati in base alla loro valenza psicologica.
La filosofia rinascimentale è tutta permeata dalla tensione verso l'Uno: si va alla ricerca di un sapere unitario, organico, coerente, che funga da raccordo di tutte le conoscenze dello scibile umano, e che sappia ricondurre la molteplicità nell'unità, la diversità nell'identità. Ricevono così grande impulso numerose discipline come la matematica, la geometria, la numerologia, l'astronomia, che risultano connesse tra loro e che mirano tutte a interpretare la realtà in chiave simbolica e unitaria. La ricerca della pietra filosofale da parte degli alchimisti, ad esempio, nasce dalla convinzione che tutti gli elementi dell'universo provengano da un'unica sostanza originaria (quintessenza), che si tenta ora di riprodurre in laboratorio tramite appunto la creazione di un agente catalizzatore.
Secondo il neoplatonico Nicola Cusano l'individuo umano, pur essendo una piccola parte del mondo, è una totalità nel quale tutto l'universo risulta contratto. L'uomo è infatti immagine di Dio, che è l'implicatio di tutto l'Essere proprio come nell'unità numerica sono potenzialmente impliciti tutti i numeri, mentre l'Universo è l'explicatio dell'Essere, ovvero l'esplicitazione di ciò che è presente in potenza nell'unità. L'uomo è pertanto un microcosmo, un dio umano. Cusano giunse in tal modo, contrapponendosi alla concezione aristotelica, a concepire l'universo senza limiti spaziali e quindi senza una circonferenza che lo delimiti, affermando che la Terra non può essere il centro dell'universo, essendo questo illimitato, mentre è Dio, assimilato al Sole, a costituire il suo centro, e al contempo la sua circonferenza. Tale duplice visione (complicatio ed explicatio) sarà ripresa da Bruno, che reinterpreterà l'Uno ora in senso trascendente («Mens super omnia»), ora in senso immanente («Mens insita omnibus»), identificandolo con la totalità dell'universo, che risulta così tutto vivo e animato come un grande e gigantesco Organismo, la cui complessità e molteplicità discende dall'armonico articolarsi di un principio semplice e immediato.

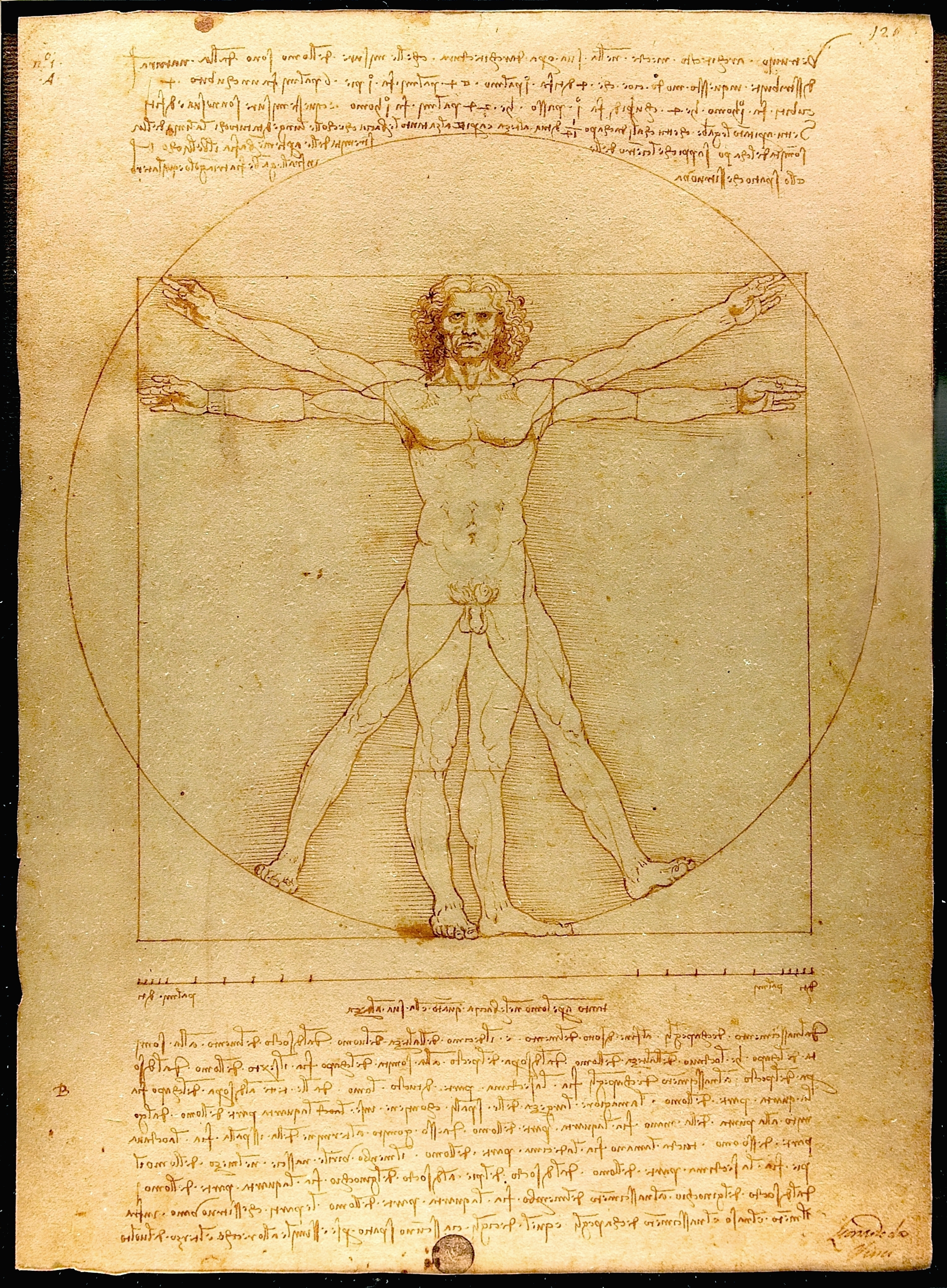
L'Uomo Vitruviano, Studio di proporzionalità di un corpo umano (Leonardo da Vinci, circa 1500, Venezia, Gallerie dell'Accademia): inscritto in un quadrato e in un cerchio, diviene simbolo della corrispondenza matematica tra microcosmo e macrocosmo.

Anche Marsilio Ficino riprende l'idea neoplatonico-cristiana di un Dio inteso come movimento circolare che si disperde nel mondo a causa del suo amore infinito, per poi produrre nuovamente negli uomini il desiderio di ricongiungersi a Lui. Al centro di questo processo circolare c'è dunque l'uomo, che è fatto a immagine e somiglianza divina, ed è chiamato da Ficino copula mundi, specchio fedele dell'Uno che tiene legati in sé gli estremi opposti dell'universo.

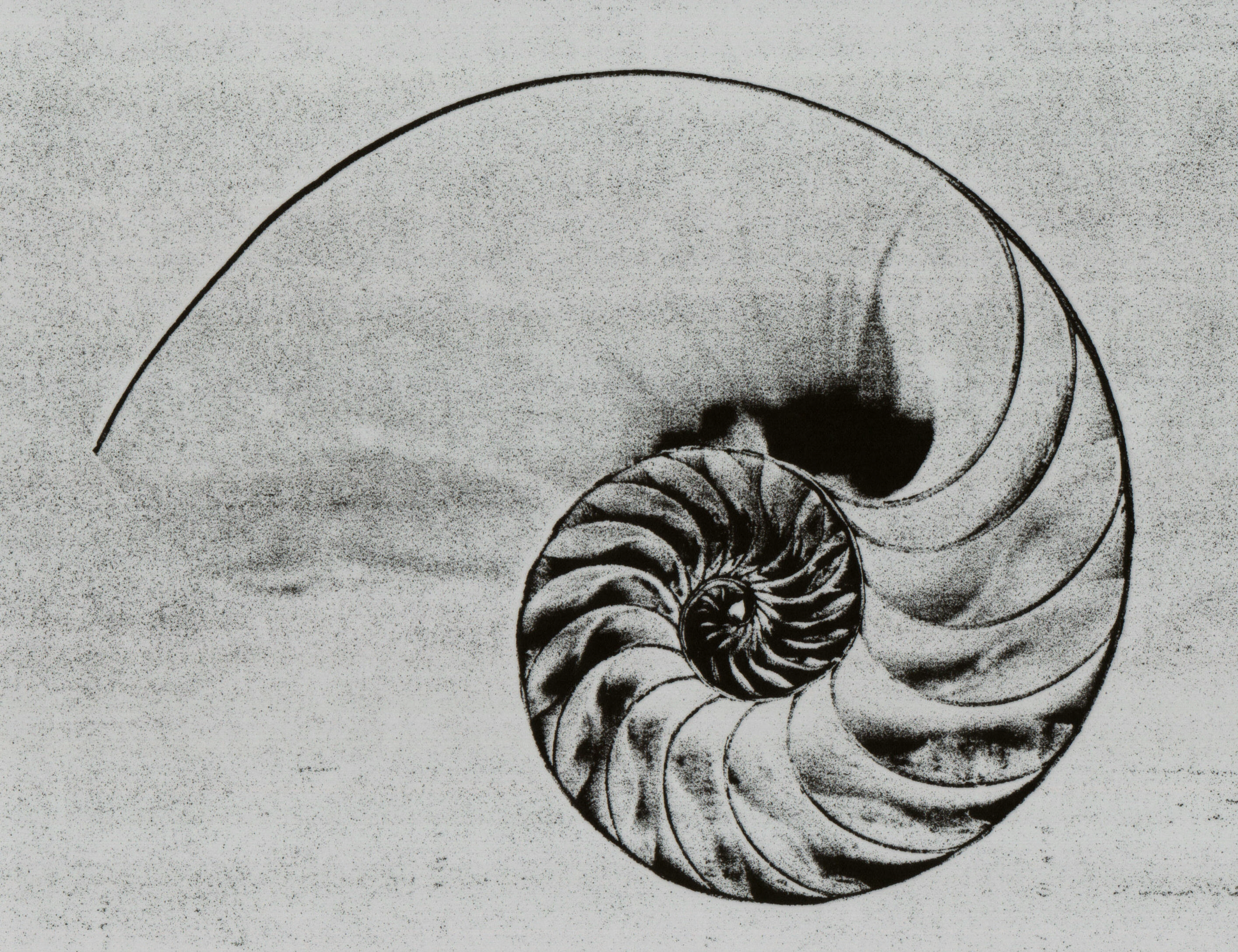
Un esempio di spirale aurea presente nella conchiglia di un particolare mollusco, la cui struttura si accresce progressivamente in dimensioni, pur mantenendo la stessa forma originaria.

La spinta a ricercare le leggi che governano tanto il grande quanto il piccolo venne in particolare dallo studio della sezione aurea, incorporata da Leonardo da Vinci in diversi suoi capolavori, tra cui l'Uomo di Vitruvio. Si trattava di un determinato tipo di relazione tra una grandezza e una sua parte (corrispondente a 1,6180 e rappresentato dal Φ greco), a cui già Leonardo Fibonacci aveva approssimato la serie numerica da lui scoperta, tale per cui il rapporto tra il tutto e la parte è uguale a quello tra la stessa parte più grande e la più piccola, ripetendosi in tal modo all'infinito.
La sezione aurea, teorizzata da Luca Pacioli come ideale di bellezza nel Divina Proportione, già utilizzata nell'architettura greca, nella costruzione delle chiese medioevali, nei dipinti rinascimentali, divenne la conferma dell'esistenza di un rapporto esistente tra il macrocosmo e il microcosmo di cui la natura stessa offriva numerose testimonianze, dai petali dei fiori alle forme anatomiche umane, dalla geometria delle foglie alle stelle marine, e soprattutto nei frattali.

#### I Rosacroce
Queste concezioni acquistano un valore centrale e fondante non solo nelle arti, ma anche nelle correnti filosofiche e soprattutto esoteriche come quelle facenti capo alla società segreta medioevale detta dei Rosacroce, a cui sarebbe appartenuto lo stesso Leonardo: il mondo era considerato come un organismo umano in grande, e l'uomo come un mondo in piccolo; da qui, la convinzione che a qualunque modificazione di uno dei due mondi dovessero corrispondere modificazioni nell'altro. Il simbolo stesso dei Rosacroce, costituito dai quattro angoli della croce vivificata dalla rosa, si presenta come una sintesi di tutte le possibili realtà e dimensioni esistenti nell'universo.

### Macrocosmo-microcosmo nell'età moderna
A partire dal XVI secolo, e sempre più in quelli seguenti, la nascita della scienza newtoniana, di stampo prettamente meccanicistico-deterministico, e la rigida suddivisione cartesiana tra res cogitans e res extensa, portarono a interpretare la natura in termini puramente quantitativi, decretando l'abbandono di ogni ricerca volta a scoprire l'analogia tra macrocosmo e microcosmo, o relegandola al fuori degli interessi scientifici.
Sul piano filosofico, tuttavia, vi furono ancora diversi tentativi di studiare il mondo da una prospettiva unitaria; in Spinoza permane l'idea di una corrispondenza tra il mondo delle idee e quello della realtà materiale, sebbene priva di qualsiasi commistione di tipo animistico, secondo una visione meramente determinista. Fu invece con Leibniz che ritorna una visione più complessa dell'universo, inserita in un contesto panpsichista: egli infatti, da un lato suddivise l'essere in un numero infinito di monadi, dall'altro attribuiva loro le caratteristiche dell'Uno come energia vitale e centro di rappresentazione, mantenendo così una visione organica e unitaria che è data da quella armonia prestabilita con cui Dio riassume in sé, nella propria appercezione, le singole visuali di tutte le altre monadi.

### Macrocosmo-microcosmo nel romanticismo
Il romanticismo mediò e riprese tramite la monade leibniziana, ed altre tradizioni magico-alchemiche più occulte, l'antica rappresentazione del principio per cui la stessa complessità che si rinviene nel macrocosmo la si rinviene in ogni sua più piccola parte che lo costituisce, e cioè nello stesso microcosmo. Si deve in particolare a Goethe la ripresa delle tematiche ermetiche, che in forma sotterranea avevano continuato a esercitare i loro influssi fino al Settecento. Nello studio della natura Goethe riviene la prevalenza di due forze: una di sistole, cioè di concentrazione in un'entità individuale (microcosmo), e una di diastole, ossia di espansione illimitata (macrocosmo); conscio della loro corrispondenza, egli cercò sempre di decifrare i fenomeni della natura nei termini animici del sentimento umano e viceversa, come nella sua Teoria dei colori, dove contrapponendosi al riduzionismo newtoniano spiegava il mondo attraverso l'uomo, e l'uomo attraverso il mondo. Egli istituiva ad esempio un'analogia tra l'occhio e il sole, secondo un'eco plotiniana:
(Johann Wolfgang von Goethe, Teoria dei colori, introduzione, 1810)
Sul piano filosofico, la relazione tra il grande e il piccolo fu interpretato da Schelling in termini di polarità. L'Uno, infatti, esplicando la sua attività in un dualismo Spirito/Natura che permea di sé tutta la realtà, pur restandone al di sopra, instaura col molteplice un rapporto dialettico che si ripete ad ogni grado, replicando all'infinito la relazione esistente tra il Tutto e la sua parte. Uno e molteplice sono due poli opposti ma complementari, ognuno dei quali non può sussistere senza il secondo, e di cui l'uno è la potenza dell'altro. La peculiarità di queste due forze antitetiche ( + / - ) consiste nel fatto che quella positiva (attrazione) configura la realtà come Una, quella negativa (repulsione) la configura invece come molteplice e polarizzata, tale per cui ogni polo diventerà a sua volta l'unione di un ' + ' e un ' - ', in una scala via via discendente. L'Uno si ritrova nei molti, e i molti sono infinite sfaccettature dell'Uno.

## Macrocosmo e microcosmo nella cultura contemporanea
Nonostante la separazione tra scienza e teologia, con l'esclusione del simbolismo dall'orizzonte epistemologico del sapere, esso è rimasto come approccio puramente metodologico nella formulazione di ipotesi. L'odierna cosmologia ad esempio ha recuperato l'idea di una corrispondenza matematica tra microcosmo e macrocosmo mediante la teoria di Bohm.
Altre ipotesi di analogia sono state riferite:
1. all'estensione fisica dell'universo rispetto ad un atomo,
2. alla società umana rispetto ad una comunità,
3. all'universo in contrapposizione all'uomo,
4. e talvolta a Dio in contrapposizione all'uomo.

Il frattale curva di Koch o «fiocco di neve»

In ambito matematico, lo studio di Benoît Mandelbrot sui frattali ha riproposto il modello olistico della ripetizione di pattern, ossia di uno stesso paradigma olografico, sia nel macro che nel microcosmo: essendo oggetti geometrici dotati di omotetia interna, i frattali si ripetono nella loro forma allo stesso modo su scale diverse, e dunque ingrandendo una qualunque parte si ottiene una figura simile all'originale, per via della caratteristica nota come auto similarità oppure autosomiglianza. In proposito, si deve allo svedese Helge von Koch, agli inizi del Novecento, la descrizione di una delle prime figure di frattali.

### L'evoluzionismo
Uno dei principi del pensiero scientifico dell'Ottocento dove le nuove concezioni evoluzioniste introdussero il rapporto significativo tra ontogenesi e filogenesi riattivano quel modello unitario legato appunto al principio di analogia tra macrocosmo e microcosmo ch'era stato la chiave di volta della filosofia romantica della natura. Questo principio esplicativo lo ritroviamo sotto altri nomi implicitamente e in particolare nell'evoluzionismo lamarckiano che sostiene la tesi secondo cui i caratteri acquisiti possiedono una caratteristica di ereditarietà. L'impronta del principio di analogia tra macrocosmo e microcosmo la ritroviamo ancora nella "legge biogenetica fondamentale" di Ernst Haeckel che trova un legame tra lo sviluppo dell'embrione che rimanda all'ontogenesi e la stessa evoluzione della specie che invece rimanda alla filogenesi.

### La psicoanalisi
Il legame fra cosmogonia o cosmogenesi e ontogenesi, che rinverdisce il più antico principio di analogia tra macrocosmo e microcosmo, trova dei nuovi seguaci nella psicoanalisi appena ai suoi albori, ma mentre Freud si mantiene più cauto al proposito ritenendo questo modello unitario solo un'ipotesi suggestiva senza quindi farla risaltare nell'ambito delle sue ricerche, un altro psicoanalista, l'ungherese Sándor Ferenczi, ne farà il baluardo delle sue teorizzazioni che gli costeranno anche l'ostracismo da parte dei freudiani ortodossi.
Proprio a questo modello esplicativo unitario si rifaranno infatti i suoi ultimi e più importanti lavori: Thalassa: una teoria della genitalità del 1924 e lo sviluppo compiuto delle tesi, in esse timidamente appena abbozzate, nel suo nuovo lavoro Thalassa - Funzione delle catastrofi nell'evoluzione della vita sessuale del 1932. La tesi sostenuta nell'opera, che ha l'ambizione di voler elaborare una nuova cosmogonia propriamente psicoanalitica, sostiene che la sessualità altro non sia che un tentativo di ricomporre la dolorosa frattura tra mondo interno e mondo esterno.
Questo abbandono del terreno empirico più saldo dell'osservazione clinica per abbandonarsi a una speculazione teorica peraltro di così ampie proporzioni benché esse fossero ancorate saldamente proprio all'esperienza clinica di psicoanalista del dottor Ferenczi gli costarono tra l'altro anche l'accusa da parte di Ernest Jones di demenza progressiva paranoide, dato il timore di uno screditamento pubblico della neonata scienza psicoanalitica che già aveva tanti nemici. Proprio per questo appunto sui cosiddetti "nemici" della psicoanalisi qualcuno ha visto nell'intervento censorio del dottor Ernest Jones stesso un atteggiamento paranoide che certamente non fa onore alla psicoanalisi.
Tali riflessioni di metapsicologia sono state riprese dai recenti studi sul protomentale.

## Sapienza orientale

Yin e Yang nel simbolo del Tai Chi

Analogamente a quella occidentale, la sapienza orientale era a conoscenza della relazione nascosta intercorrente tra microcosmo e macrocosmo, da essa rappresentata in particolare nel simbolo del Tai Chi, dove i due aspetti contrapposti del Tao, dipinti in bianco e nero, si completano a vicenda non solo al livello macrocosmico generale, ma essi stessi contengono a loro volta un punto del principio opposto, riproducendo in piccolo la polarità più grande, che si ripete quindi all'infinito.
(Rüdiger Dahlke, Le leggi del destino, trad. it., Mediterranee, 2012, p. 233)
Combinando ulteriormente lo yin e lo yang in due coppie di trigrammi, i taoisti giunsero a definire un sistema di 64 combinazioni, descritti nell'esagramma dell'I-Ching, o Libro dei Mutamenti, che forniscono i modelli o gli archetipi universali dell'intera creazione, i quali si ripetono ad ogni livello, nell'infinitamente grande come nell'infinitamente piccolo.

### Buddismo
Presso il Buddhismo, la corrispondenza tra macrocosmo e microcosmo viene esplicitata in particolare nella struttura dei maṇḍala, che intendono riprodurre le forme tipiche dell'universo e della natura, contraddistinte sia nel grande che nel piccolo dalla «danza intorno al centro».